# 入野松原

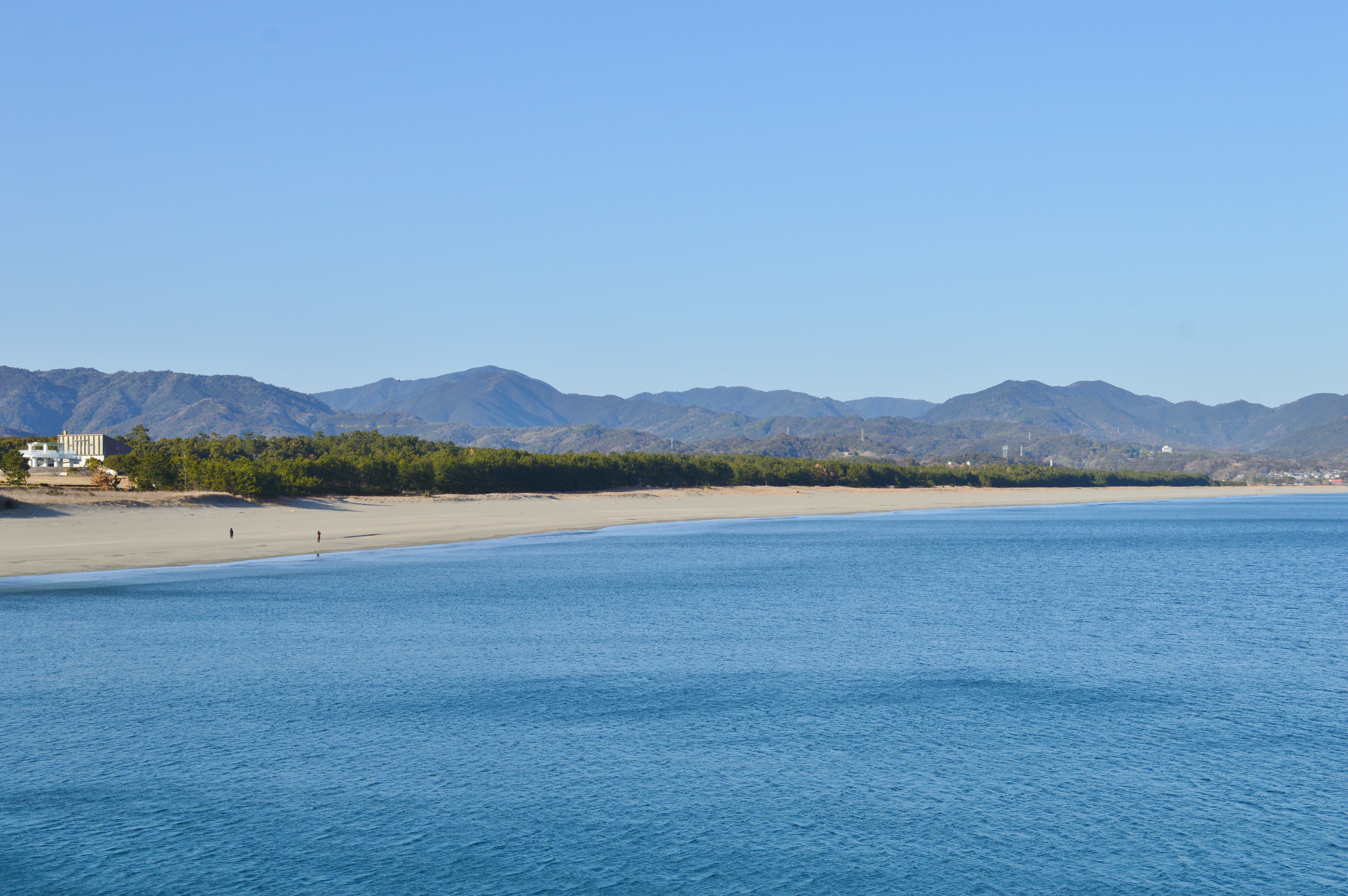
入野松原

入野松原（いりのまつばら）は、高知県幡多郡黒潮町入野の入野海岸に広がる松原。国の名勝。
土佐西南大規模公園内に所在し、周辺の住宅を塩害から守る防風保安林として機能している。域内に延喜式内社の加茂神社とキャンプ施設がある。日本ウォーキング協会の「美しい日本の歩きたくなる道500選」に選ばれている。

## 概要
入野海岸は全長約4 kmあり、その海岸に沿って松原（クロマツ林）が植林されている。 この入野松原は散策できる場所もあり、1928年に内務省により「名勝入野松原」として指定され、また日本ウォーキング協会の「美しい日本の道500選」に選ばれている。 ウォーキングやサイクリング、ドライブが多く行われている。毎年、砂浜Tシャツアート展や裸足マラソン大会が行われる。
月見ヶ浜とよばれ浮津海岸から蛎瀬川河口に至る白砂の海岸。 天正の頃植えたといわれる老松の林が広がる。

## 歴史
長宗我部元親の重臣谷忠兵衛忠澄が中村城代の時、囚人を使役して植樹したものと伝えられる。 一方、それ以前に松原があったことが『土佐物語』に書かれているので、忠兵衛植樹説は捕植説であろうとも言われている。
1707年の宝永地震津波では大きな被害を受け、『谷陵記』には松林の大半が枯れてしまったとある。1778年に谷真潮が記した『西浦廻見日記』には「松原こけて砂浜になれり」とある。その後、近在住民が一戸当たり6本の野生の黒松を植栽し防潮に備えたと伝えられる。1854年の安政南海地震では松原には津波は入らなかったが、入野は甚大な被害となり、加茂神社には地元の郷士野並晴が教訓を刻んだ石碑が現存する。
1928年2月17日、内務省告示第二十七号により国の名勝に指定され、次いで昭和31年1月17日、高知県公園条例により、入野海岸・浮津海岸を含めた90ヘクタールが県立公園に、さらに昭和47年、土佐西南大規模公園に指定された。

## 伐採の危機
太平洋戦争末期の1945年、アメリカ軍上陸に備えて帝国陸軍より伐採命令が出され、松原は存亡の危機に立った。しかし、当時の中村営林署長堀内雍喜の懸命な努力によって伐採を免れた。

## 指定
県立自然公園普通地域、史跡名勝天然記念物、都市公園、防風保安林

## アクセス
- 土佐くろしお鉄道中村線土佐入野駅徒歩で約25分
- 四万十町中央インターチェンジ車で約50分
- 四国横断自動車道黒潮拳ノ川インターチェンジ車で約30分

## 所在地
高知県幡多郡黒潮町入野